# Maik Heydeck
Maik Heydeck (Angermünde, RDA, 8 de septiembre de 1965) es un deportista alemán que compitió para la RDA en boxeo.
Ganó una medalla de bronce en el Campeonato Mundial de Boxeo Aficionado de 1989, en el peso superpesado. Participó en los Juegos Olímpicos de Seúl 1988, ocupando el quinto lugar en el peso pesado.

## Palmarés internacional
| Campeonato Mundial | Campeonato Mundial | Campeonato Mundial | Campeonato Mundial |
| Año                | Lugar              | Medalla            | Categoría          |
| ------------------ | ------------------ | ------------------ | ------------------ |
| 1989               | Moscú (URSS)       | Medalla de bronce  | +91 kg             |